# Аборты на Филиппинах
Аборты на Филиппинах запрещены законом.

## Правовой статус
Статья 2 Конституции Филиппин 1987 года гласит: «Часть 12. Государство признаёт неприкосновенность семейной жизни и будет защищать и укреплять семью как базовую автономную социальную организацию. Также государство будет равно защищать жизнь женщины и жизнь нерождённого с момента зачатия».
В 1930 вступил в силу Пересмотренный уголовный кодекс Филиппин, который действует по сей день. Согласно кодексу аборт является преступлением. Статьи 256, 258 и 259 кодекса предусматривают заключение для женщины совершившей аборт, как и для любой личности осуществлявшей помощь при этой процедуре, даже если это будут родители женщины, врач или акушерка. Статья 258 предусматривает длительный срок тюремного заключения для женщины или её родителей если аборт предпринят «с целью скрыть позор [женщины]».
В филиппинском законодательстве нет закона разрешающего аборт с целью спасения жизни женщины, общие условия наказания за выполнение аборта не предусматривают разницы в случае опасности для жизни женщины. Можно утверждать, что аборт с целью спасения жизни матери может быть классифицирован как оправдывающее обстоятельство (принуждение, в отличие от самообороны), что позволило бы отменить уголовное преследование в соответствии с пересмотренным уголовным кодексом. Однако Верховный суд Филиппин всё ещё не вынес решения по этому поводу.
Католическая церковь выступает против предложений о либерализации филиппинских законов об абортах, её позиция оказывает значительное влияние в преимущественно католической стране. Однако соответствие конституции запрету на аборты всё ещё обсуждается Верховным судом Филиппин.
Действующая Конституция Филиппин, принятая в 1987 провозглашает что «Также государство будет равно защищать жизнь женщины и жизнь не рождённого с момента зачатия» (статья 12 часть 2). Положение было разработано Конституционной комиссией которая подготовила проект устава с целью обеспечения защиты конституционного запрета абортов, хотя принятие более определённого условия для обеспечения законности запрета не возымело успеха. Это условие перечислено среди нескольких государственных установок, которые рассматриваются как не имеющие законной силы ввиду отсутствия гарантии со стороны закона. Конституция 1987 года также содержит несколько условий перечисленных в различных государственных установок. Вопрос о том могут ли эти условия быть источником законных прав без гарантии со стороны закона продолжает быть причиной значительных дебатов в правовой сфере и в Верховном суде.
Анализ, проведённый отделом населения департамента по экономическим и социальным вопросам ООН показал, что, хотя пересмотренный уголовный кодекс не перечисляет конкретных исключений для общего запрета на аборты, согласно общим принципам необходимости, изложенным в части 4 статьи 11 кодекса, аборт может быть выполнен на законных основаниях с целью спасения жизни беременной женщины.

## Нелегальные аборты
По оценкам одного из проведённых исследований, несмотря на запрет в 1994 на Филиппинах было сделано около 400 тыс. нелегальных абортов и было проведено 80 тыс. госпитализаций женщин пострадавших от осложнений связанных с абортами. В 2005 официальное число абортов составило от 400 до 500 тыс., по оценкам Всемирной организации здравоохранения (WHO) было проведено 800 тыс.. . Согласно WHO 70 % нежелательных беременностей на Филиппинах заканчивается абортами. Приблизительно 4 из 5 абортов на Филиппинах выполняются по экономическим причинам, часто в случае, когда у женщины уже есть несколько детей и невозможно растить ещё одного.
В то время как часть врачей тайно делает аборты в клиниках, цена от 2 до 5 тыс. песо ($37 — $93) представляется слишком высокой для филиппинок, так что они покупают средства для выполнения абортов на чёрном рынке, например у продавцов возле церквей. Две трети филиппинских женщин делают аборты сами себе или ищут средства народной медицины. Согласно оценкам министерства здравоохранения Филиппин, каждый год в госпиталях от последствий небезопасных абортов в госпиталях оказывается 100 тыс. женщин. В 1994 году последствия небезопасных абортов составляли 12 % случаев материнской смертности. В некоторых госпиталях отказывают в лечении последствий небезопасных абортов или оперируют без анестезии в качестве наказания для пациенток. Министерство здравоохранения запустило программу по обращению в случае возникновений осложнений после небезопасного аборта, профилактики и управления абортами и их осложнениями.